# بابی اونز
بابی اونز (انگلیسی: Bobby Evans; ۱۶ ژوئیهٔ ۱۹۲۷ – ۱ سپتامبر ۲۰۰۱) بازیکن و مربی فوتبال اهل اسکاتلند بود.
از باشگاه‌هایی که در آن بازی کرده‌است می‌توان به باشگاه فوتبال ریت روورز، باشگاه ورزشی لانارک سوم، باشگاه فوتبال چلسی، باشگاه فوتبال نیوپورت کانتی و باشگاه فوتبال سلتیک اشاره کرد.
وی همچنین در تیم ملی فوتبال اسکاتلند بازی کرده‌است.